# Талиновский, Борис Хунович
Борис Хунович Талиновский (30 декабря 1952, Киев, Украинская ССР — 11 октября 2015, Киев, Украина) — украинский футбольный журналист.

## Биография
Отец — химик-технолог Хуна Юзефович Талиновский, преподаватель Киевского политехнического института. Закончил Ленинградский кораблестроительный институт. Жил в Ленинграде и Таллине, занимался акустическими системами подводных лодок, станками с числовым программным управлением.
Публиковался в журнале «Футбол» с 2005 года, спустя некоторое время стал штатным сотрудником издания. Отличался энциклопедическими познаниями в истории футбола, особенно германского, узнаваемым стилем.
Автор многих книг, в частности, компендиумов «Все чемпионаты мира по футболу» в девяти томах (2010) и «Чемпионаты Европы» в семи томах (2012), книг по истории мирового футбола.
Умер после тяжёлой болезни, оставив незавершенными ряд проектов.

## Книги
- Последний диктатор Европы (футбольная биография Феликса Магата, игрока и тренера). Киев: Украинский медиа холдинг, 2009. — 118 с.
- Лучшие футбольные клубы Европы (с соавторами). Харьков: Фактор, 2009. — 192 с.
- Скиталец: история футбольной жизни Белы Гуттманна, игрока и тренера. Киев: Украинский медиа холдинг, 2009.
- World Cups. Все чемпионаты мира по футболу (с А. В. Франковым и А. В. Фришко). В 9-ти тт. Киев: Украинский медиа холдинг, 2010.
- Намного больше чем футбол: Германские дерби. Киев: Украинский медиа холдинг, 2011. — 175 с.
- Футбол и немцы: История футбола Германии. Киев: Украинский медиа холдинг, 2011. — 415 с.
- Звёзды мирового футбола (с А. В. Франковым и А. В. Фришко). Харьков: Пеликан, 2011. — 192 с.
- Чемпионаты Европы (с А. Франковым и Е. Панкратовым). В 7 тт. Киев: Украинский медиа холдинг, 2012.
- Футбол по центру. Круифф, Пушкаш и другие, изменившие Игру. (с А. В. Франковым, по материалам 2012-2014 гг.).  Киев: Лагота, 2018.— 428 с.